# Carlos Eduardo Soares
Carlos Eduardo Soares (født 2. marts 1979) er en tidligere brasiliansk fodboldspiller.